# لغة تشاباكانو
تشافاكانو أو تشاباكانو )بالإسبانية: Idioma Chabacano) هي لغة الكريول الإسبانية يتحدث بها سكان مقاطعة زامبوانغا وإرميتا جنوب دولة الفلبين. كلمة تشاباكانو مشتقة من الإسبانية، وهذا يعني "طعم ضعيف"، لغة تشافاكانوتنتشر في في كافيت سيتي، ترنيت، زامبوانجا وإرميتا.

## اللهجات
وضعت ستة لهجات مختلفة: زامبوانغينيو في مدينة زامبوانغا، دافوينو زامبوانغينيو / كاستيلانو أباكاي في مدينة دافاو، ترناتينو في تيرنات، كافيت، كافيتينو في كافيت سيتي، كوتاباتينو في كوتاباتو مدينة وإرميتينو في إرميتا.
تشافاكانو هي الاسبانية الوحيدة في آسيا. وقد نجت لأكثر من 400 سنة، مما يجعلها واحدة من أقدم لغات الكريول في العالم. بين اللغات الفلبينية، هي اللغة الوحيدة التي ليست لغة أوسترونيزية، ولكن مثل اللغات الملايو-البولينيزية، فإنه يستخدم ريدوبليكاتيون.

## وصلات خارجية
- قاموس تشاباكانوي-إنكليزي
- درس مجاني نموذجي للغة تشاباكانوية نسخة محفوظة 18 يناير 2022 على موقع واي باك مشين.